# Мой забытый мужчина
«Мой забытый мужчина»(англ. My forgotten man) — кинофильм.

## Сюжет
Биографический фильм о молодости кинозвезды Эрроле Флинне перед голливудской славой.

## История съемок
По словам Фрэнка Хоусона, он провел пять лет за подготовкой сценария: «Это был самый тяжелый сценарий, который я когда-либо написал. Эррол Флинн был такой загадочной фигурой.»
На главную роль Хоусон пригласил Гая Пирса, который ранее снимался в двух его фильмах.
Первоначально режиссёром фильма был Брайан Кавана (en:Brian Kavanagh (filmmaker)), на съёмку фильма в 1989 году был выделен бюджет в $3,5 млн. Съемки проходили в Мельбурне, Кэрнсе и Новой Гвинеи и были завершены в сентябре 1989 года.
В 1990 году на Каннском кинофестивале, маркетинговая группа «J and M» заинтересовалась фильмом, но посчитала, что его следует переснять с участием знаменитых звёзд. На это группа предоставила ещё $1 млн.
В качестве режиссёра был приглашён Фрэнк Хоусон, Гай Пирс также был приглашён, но Ребекка Ригг, Джефф Трумэн и Павел Стивен были заменены актёрами Клодией Кэрван, Стивеном Беркоффом и Джоном Сэвиджем. Новые сцены снимались в Мельбурне и Фиджи. Было переснято сорок процентов материала. По заявлению Хоусона, работа над фильмом заняла 30 месяцев, и съемки стали причиной его стресса и разрыва брака.
Фильм был показан в 1993 году на Каннском фестивале.
В 2002 году Пирс заявил, что этот фильм «самое худшее, что он сделал».